# デイブ・フィローニ
デイブ・フィローニ（デイヴ・フィローニ）（英語：Dave Filoni、1974年6月7日 - ）は、アメリカ合衆国のアニメーション監督、声優、テレビ脚本家、テレビプロデューサー、アニメーター。
アニメーションスタッフとしての代表作として『アバター 伝説の少年アン』、『スター・ウォーズ/クローン・ウォーズ』の劇場映画およびテレビシリーズがある。また、2019年には実写ドラマ『マンダロリアン』の製作総指揮兼監督を務めたことでも知られている。

## 経歴

### 生い立ち
アメリカ合衆国ペンシルベニア州ピッツバーグ近郊のマウントレバノンで育った。マウントレバノンハイスクール（1992年卒業）を経て、1996年にペンシルベニアエディンボロ大学を卒業した。父はオペラやクラシック音楽のファンで、作曲家のケヴィン・カイナー（『クローン・ウォーズ』と『反乱者たち』のほとんどの曲を担当）によると、フィローニはクラシック音楽への賞賛を父から受け継いで共同の作業を手伝い、『反乱者たち』のスローン大提督のテーマを作る際にオルガンを使う提案をしたことから、カイナーはフィローニの名をクレジットした。祖父と叔父がパイロットだったとも述べており、叔父は飛行機の修理を専門としていた。このことが『スター・ウォーズ レジスタンス』のコンセプトに対する大きな影響として挙げている。

### 初期のキャリア
ルーカスフィルム・アニメーションで仕事をする以前は、アニメシリーズ『アバター 伝説の少年アン』の第1シーズンのエピソードの監督をするため、ニコロデオンで働いていた。

### スター・ウォーズ
『スター・ウォーズ/クローン・ウォーズ』の劇場映画およびテレビシリーズの監督を務めた。また、『スター・ウォーズ 反乱者たち』のシーズン1から4の全作でクリエーターとエグゼクティブプロデューサーを務め、最初の2シーズンと第4および最終シーズンでスーパーバイジングディレクターも兼務した（3シーズン目はルーカスフィルム・アニメーションのプロジェクトすべてを監督することを受諾したことから、ジャスティン・リッジがスーパーバイジングディレクターに任命された）。なお、同作では主要キャラクターのチョッパー（C1-10P）の声や、一部のストームトルーパーといったモブキャラクターの声を自ら担当している。
ウェブ配信アニメの『スター・ウォーズ/フォース・オブ・デスティニー』ではエグゼクティブプロデューサーの一人、2018年 - 2020年の『スター・ウォーズ/フォース・オブ・デスティニー』ではクリエイターとして、それぞれクレジットされている。
2019年からはジョン・ファブローとともに、実写ドラマ『マンダロリアン』(The Mandalorian)の製作総指揮および監督を務めた。

### ルーカスフィルム
2023年11月22日、ルーカスフィルム社のチーフ・クリエイティブ・オフィサー（CCO）に昇格していたことが明らかにされた。